# Aristides Quintilià
Aristides Quintilià (grec antic: Ἀριστείδης Κοϊντιλιανός, llatí: Aristides Quintilianus) fou un músic grec autor d'un tractat en tres volums sobre música. Va viure probablement al segle i aC o després, car en la seva obra esmenta Ciceró. El seu tractat és el més valuós dels antics tractats de música: el primer llibre tracta de l'harmonia i el ritme; el segon dels efectes morals i l'educació musical; i el tercer de les proporcions numèriques dels intervals musicals. A la seva obra només esmenta un músic: Aristoxen.

## Arguments dels tractats
Els arguments per als tractats foren les escales, la rítmica, la mètrica, l'expressió i els instruments. La lira, instrument musical grec, la considera adient a l'expressió viril, pel seu caràcter «greu i rude», mentre que concep la flauta com una veu «femenina». Quintilià s'ocupà també de les relacions entre la música i la naturalesa, segons una visió matemàtica dels fenòmens, que donava certs matisos pitagòrics a la seva filosofia neoplatònica.